# Catherine O’Hara

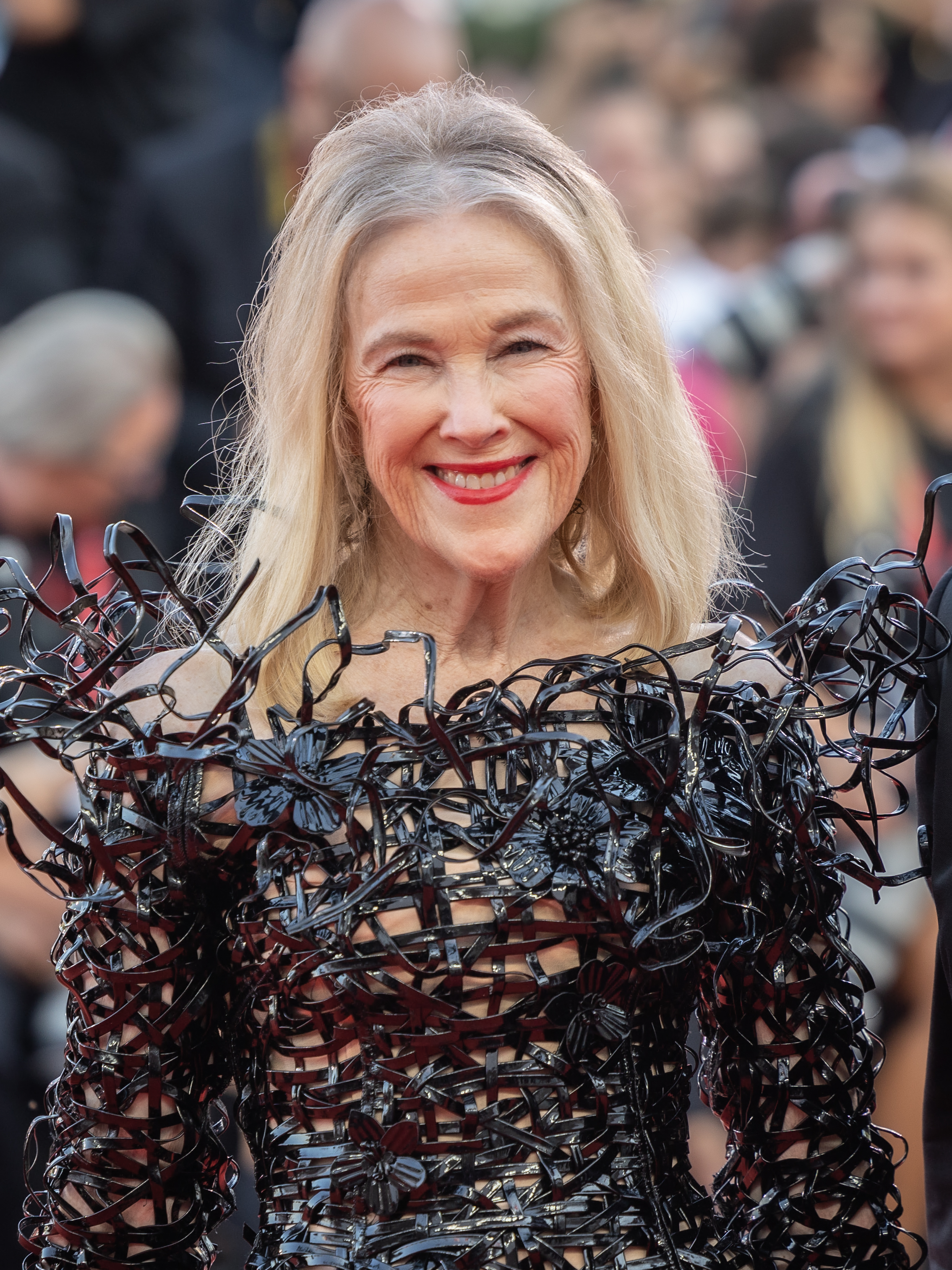
Catherine O’Hara (2024)

Catherine Anne O’Hara (* 4. März 1954 in Toronto, Ontario, Kanada) ist eine US-amerikanische Schauspielerin und Drehbuchautorin. Sie ist unter anderem Emmy- und Golden-Globe-Preisträgerin.

## Leben und Karriere
Catherine O’Hara ist irisch-kanadischer Abstammung und entstammt einer kinderreichen Familie. Sie debütierte im Fernsehfilm The Rimshots aus dem Jahr 1976. Von 1976 bis 1977 spielte sie an der Seite von Dan Aykroyd und John Candy in der Fernsehserie Coming Up Rosie.
O’Hara schrieb von 1981 bis 1982 Drehbücher für die Comedy-Serie SCTV Network 90, wofür sie gemeinsam mit den anderen Autoren 1982 und 1983 für den Emmy nominiert wurde und 1982 für das Drehbuch der Folge Moral Majority Show den Emmy erhielt. In der Thrillerkomödie Die Zeit nach Mitternacht (1985) spielte sie an der Seite von Rosanna Arquette und Linda Fiorentino; in der Komödie Sodbrennen (1986) war sie neben Meryl Streep und Jack Nicholson zu sehen. In den Komödien Kevin – Allein zu Haus (1990) und Kevin – Allein in New York (1992) spielte sie die Rolle von Kate McCallister, der Mutter von Kevin McCallister, den Macaulay Culkin verkörperte.
Für ihren Auftritt in der Fernsehserie Outer Limits – Die unbekannte Dimension wurde O’Hara 1998 für den Gemini Award nominiert. Für die Hauptrolle im Actionfilm The Life Before This (1999), in dem sie neben Joe Pantoliano spielte, gewann sie 2000 den Genie Award. Für ihre Rollen in den Komödien Best in Show (2000) und A Mighty Wind (2003) wurde sie für den Golden Satellite Award nominiert. Sie gewann 2001 für die Rolle in Best in Show den American Comedy Award und den Canadian Comedy Award. Die Rolle im Film A Mighty Wind brachte ihr 2003 den Seattle Film Critics Award und 2004 den Florida Film Critics Circle Award. Nachdem sie für Tim Burton bereits eine Rolle in Beetlejuice und eine Synchronrolle in The Nightmare Before Christmas übernommen hatte, kehrte O’Hara 2012 erneut als Synchronsprecherin für einen Tim Burton Film zurück. Sie sprach in der Spielfilmversion von Burtons Kultkurzfilm Frankenweenie die Susan Frankenstein, Edgar, Gym teacher, Mrs. Epstein und das Weird girl.
Mehrfach preisgekrönt wurde ab 2015 ihre Darstellung der Moira Rose in der kanadischen Comedy-Fernsehserie Schitt’s Creek, die ihr einen Emmy und Golden Globe Award einbrachten.
O’Hara war zeitweise Mitglied der Musikgruppe Northern Lights. Sie komponierte auch Songs, die sie gemeinsam mit ihrer Schwester Mary Margaret O’Hara in der Fernsehshow The Last Polka (1985) sang.
O’Hara ist seit 1992 mit dem Produktionsdesigner Bo Welch verheiratet und hat zwei Söhne.

## Filmografie (Auswahl)
- 1976: The Rimshots
- 1976–1977: Coming Up Rosie (Fernsehserie)
- 1980: Killer aus dem Dunkel (Double Negative)
- 1980: Ein Professor geht aufs Ganze (Nothing Personal)
- 1985: Die Zeit nach Mitternacht (After Hours)
- 1986: Sodbrennen (Heartburn)
- 1988: Beetlejuice
- 1990: Dick Tracy
- 1990: Familienehre (Betsy’s Wedding)
- 1990: Kevin – Allein zu Haus (Home Alone)
- 1992: Kevin – Allein in New York (Home Alone 2: Lost in New York)
- 1993: Nightmare Before Christmas (The Nightmare Before Christmas, Stimme)
- 1994: Schlagzeilen (The Paper)
- 1994: Geschichten aus der Gruft (Tales from the Crypt, Fernsehserie, Folge Hart, aber gerecht)
- 1994: Wyatt Earp – Das Leben einer Legende (Wyatt Earp)
- 1994: Der Zufalls-Dad (A Simple Twist of Fate)
- 1995: Pecos Bill – Ein unglaubliches Abenteuer im Wilden Westen (Tall Tale)
- 1996: Waiting for Guffman
- 1996: Last of the High Kings (The Last of the High Kings)
- 1997: Outer Limits – Die unbekannte Dimension (The Outer Limits, Fernsehserie, eine Folge)
- 1998: Verliebt in Sally (Home Fries)
- 1999: The Life Before This
- 2000: Best in Show
- 2001: Speaking of Sex
- 2002: Nix wie raus aus Orange County (Orange County)
- 2003: A Mighty Wind
- 2003, 2005: Six Feet Under – Gestorben wird immer (Six Feet Under, Fernsehserie, 4 Folgen)
- 2004: Lemony Snicket – Rätselhafte Ereignisse (Lemony Snicket’s A Series Of Unfortunate Events)
- 2004: Wie überleben wir Weihnachten? (Surviving Christmas)
- 2006: Monster House
- 2006: Ab durch die Hecke (Over the Hedge, Stimme)
- 2006: Penelope
- 2006: Es lebe Hollywood (For Your Consideration)
- 2009: Lass es, Larry! (Curb your Enthusiasm, Folge 7x01)
- 2009: Away We Go – Auf nach Irgendwo (Away We Go)
- 2009: Wo die wilden Kerle wohnen (Where The Wild Things Are)
- 2010: Kiss & Kill (Killers)
- 2010: Du gehst nicht allein (Temple Grandin)
- 2013: Scheidungsschaden Inklusive (A.C.O.D.)
- 2015: Modern Family (Fernsehserie, Folge 7x08)
- 2015–2020: Schitt’s Creek (Fernsehserie, 80 Folgen)
- 2017–2018: Eine Reihe betrüblicher Ereignisse (A Series of Unfortunate Events, Fernsehserie, 4 Folgen)
- 2019: Die Addams Family (The Addams Family, Stimme)
- 2020: Dear Class of 2020
- 2021: Die Flummel (Extinct, Stimme)
- 2023: Elemental (Stimme)
- 2023: Pain Hustlers
- 2024: Argylle
- 2024: Beetlejuice Beetlejuice
- 2024: Der wilde Roboter (The Wild Robot, Stimme Pinktail)
- 2025: The Last of Us (Fernsehserie, 3 Folgen)